# Félix Koch
Félix Koch (* 16. März 1980 in Ettelbruck, Luxemburg) ist ein luxemburgischer Filmregisseur und Drehbuchautor.

## Leben & Werk
Nach dem luxemburgischen Abitur und einem Praktikum bei der Produktionsfirma Mineworks Film in Aachen ging er nach München.
Dort arbeitete er als Regieassistent und Aufnahmeleiter für Michael Bully Herbigs Comedyserie Bully & Rick und RTL Samstag Nacht Comedian Tommy Krappweis. Parallel dazu wurde Félix vom Kinderkanal von ARD/ZDF als Artdirektor und Grafikdesigner für die Gestaltung verschiedener Merchandisingprodukte rund um die Kultfigur Bernd das Brot rekrutiert und finanzierte so seine eigenen Kurzfilme.
Im Jahr 2006 begann er sein Studium der Filmregie an der HFF Konrad Wolf Potsdam-Babelsberg, jetzt Filmuniversität Babelsberg. Sein Zweitjahres-Kurzfilm „Ravioli Ritter“ (2009) feierte auf dem Max-Ophüls-Filmfestival in Saarbrücken Weltpremiere. Mit dem 3D-Film Topper gibt nicht auf realisierte er 2010 den ersten deutschen 3D-Film einer deutschen Filmhochschule, der im Zuge des PRIME 3D-Forschungsprojektes an der HFF Potsdam Babelsberg entstand. Der Film feierte im Frühjahr 2010 seine Premiere in Berlin, lief auf verschiedenen Filmfestivals und wurde in Angers, Frankreich beim Premier Plans Festival als Bester 3D-Kurzfilm (Premiers Courts Métrages 3D Relief - 3D First Short Film) ausgezeichnet. Ebenso war der Film aufgrund seines Forschungshintergrunds auf verschiedenen 3D-Symposien, wie dem Edit Filmmakers Festival in Frankfurt vertreten und findet zahlreiche Erwähnungen in entsprechender Fachliteratur.
2013 schloss Félix Koch sein Studium mit dem 20-minütigen Horrorthriller You missed Sonja (2012) ab. Der Film basiert auf der Kurzgeschichte Rest Stop von Stephen King, die der damalige Produktionsstudent Paul Andexel im Zuge des von Stephen King initiierten „Dollar Babies“ Programm erworben hatte. Die Dreharbeiten begannen 2010 unter dem Titel Rest Stop und wurden nachts an einer Tankstelle und Umgebung in Bad Liebenwerda gedreht. Der Film feierte 2012 unter dem Filmtitel You missed Sonj seine Weltpremiere auf den Hofer Filmtagen, tourte über verschiedene internationale Filmfestivals und wurde 2012 für einen First Steps Award in der Kategorie „No Fear Award“ nominiert. Der Film wurde ebenso 2013 auf der GENRENALE1 vorgeführt und war einer der Initial-Filme für die Gründung des GENRENALE-Filmfestivals sowie der Vereinigung des Neuen Deutschen Genrefilms. Félix schriftliche Diplomarbeit beschäftigte sich mit der Theorie des Der Human Factor des Superhelden - Warum manche Comicverfilmungen abheben und andere nicht.
2013 entstand im Zusammenschluss mit seinem langjährigen Kameramann Dylan E. Thompson das Previs Studio Holy Grid. Für Auftraggeber wie ARRI Media, Action Concept oder Scanline entstehen hier hochwertig animierte Previsualisierungen aufwendiger Sequenzen für Filme wie Fack ju Göhte 2 oder Vier Gegen die Bank von Wolfgang Petersen.
Durch den Erfolg des Kurzfilms Ravioli Ritter auf verschiedenen Filmfestivals wurde der luxemburgische Filmproduzent Claude Waringo auf Félix Koch aufmerksam. Dieser hatte die Verfilmungsrechte des luxemburgischen Kultcomics Superjhemp erworben und war auf der Suche nach einem luxemburgischen Regisseur. Koch entwickelte allein die Story und später zusammen mit Thierry Faber das Drehbuch zum Superjhemp Retörns, der letztendlich sein Langfilmdebüt wurde. Der Film stellte in Luxemburg einen Rekord als erfolgreichster Film des Jahres 2018 auf und übertraf damit in Luxemburg selbst Blockbuster wie Avengers: Infinity War.  Mit über 62.000 Besuchern gilt er bis heute (Stand 2024) als der erfolgreichste luxemburgische Film aller Zeiten. Der Film gewann 2021 beim Luxemburgischen Filmpreis den Preis für den besten Langfilm.
Koch führte ebenso Regie bei verschiedenen Fernsehfilmen und inszenierte Episoden der ARD-Kultserie Großstadtrevier und dem Prime-Time-Film St. Pauli, 6:07 Uhr, der knapp 7 Millionen Zuschauer hatte.  Koch war außerdem maßgeblich an der Kreation und Umsetzung des neuen Großstadtrevier-Vorspanns beteiligt. Nach erfolgreichem Abschluss von zwei Filmen in der Action-Comedy-Reboot-Serie Balko Teneriffa für die UFA Fiction konzentriert sich Koch nun auf mehrere verschiedene Projekte für Kino und Fernsehen und entwickelt aktuell eine Langfilm-Adaption von Ravioli Ritter unter dem Arbeitstitel VMO.
Koch lebt in Berlin.

## Trivia
Félix Koch hat für eine Vielzahl von Bernd das Brot Merchandising-Produkte die Designs realisiert. Alles, was aus seiner Feder stammt, hat ein kleines FEKO Logo in der Ecke.
Am Ende von Bernd Das Brot - Das Buch finden sich eine Reihe von Danksagungen. Eine davon von Tommy Krappweis, in der er sich über das „Accent“ über dem „e“ in Félix Kochs Namen liebevoll lustig macht.
Auf der DVD „Bernd das Brot Vol. 2 - King Brot“ spricht Koch den namensgebenden King Brot und ist auf dem auf der DVD befindlichem Audiokommentar auch zu hören.

## Filmografie
- 2007: Sydney (Regie) - Kurzfilm
- 2009: Ravioli Ritter (Drehbuch & Regie) - Kurzfilm
- 2010: Topper gibt nicht auf (Regie) - 3D-Kurzfilm
- 2012: You missed Sonja (Co-Drehbuch & Regie)
- 2018: De Superjhemp retörns (Drehbuch & Regie)
- 2018: Großstadtrevier - Episode 424 - Der Neue mit „T“ (Regie)
- 2018: Großstadtrevier - Episode 428 - Im Zweifel (Regie)
- 2019: Großstadtrevier - Episode 446 - Der falsche Polizist (Regie)
- 2019: Großstadtrevier - Episode 448 - Die Frau auf der Insel (Regie)
- 2019: Großstadtrevier - Episode 449 - Hochdosiert (Regie)
- 2019: Großstadtrevier - Episode 450 - Paul’s Rückkehr (Regie)
- 2020: Großstadtrevier - St. Pauli, 6:07 Uhr (Regie)
- 2021: Balko Teneriffa - Doppelt hält besser (Regie)
- 2021: Balko Teneriffa - Mord im Paradies (Regie)